# Hannah Alligood
Hannah Riley Alligood (* 2002 oder 2003 in Hoover, Alabama) ist eine US-amerikanische Schauspielerin.

## Leben und Karriere
Hannah Alligood wirkte schon als Kind bei Musik-, Tanz- und Schauspielvorführungen in Kirchengemeinden, Schulen und lokalen Theatern mit. Ab dem Alter von sechs Jahren nahm sie an verschiedenen Schauspielkursen teil, zwei Jahre später folgte die Teilnahme an Castings. Über ein Casting bekam sie die Rolle der jungen Margo in Margos Spuren, wofür sie 2015 für den Young Artist Award als beste Nebendarstellerin in einem Film  nominiert wurde.
Seit 2016 spielt sie als Sam Fox’ (Pamela Adlon) mittlere Tochter Frankie eine der Hauptrollen in der FX-Fernsehserie Better Things. Von 2020 bis 2021 hatte sie in der wiederkehrenden Nebenrolle von Dr. Daniel Charles’ Tochter Anna in Chicago Med mitgewirkt.

## Filmografie (Auswahl)
- 2013: The Mighty Magic Cape II (Kurzfilm)
- 2015: Powers (Fernsehserie, Episode 1x03)
- 2015: Margos Spuren (Paper Towns)
- 2016: Himmelskind (Miracles from Heaven)
- 2016–2022: Better Things (Fernsehserie)
- 2017: Out for Delivery (Fernsehfilm)
- 2020–2021: Chicago Med (Fernsehserie, 8 Episoden)
- 2022: Gigi & Nate